# رضا آقاربی
رضا آقاربی (زاده ۱ اسفند ۱۳۳۷ در تهران – درگذشته ۱۷ مرداد ۱۳۸۷ در تهران) بازیگر سینما و تلویزیون اهل ایران بود.

## نقش‌آفرینی
وی تا مقطع دیپلم تحصیل نمود و فعالیت هنری‌اش را از سال ۱۳۶۰ با تئاتر آغاز کرد. بازی در فیلم پرچمدار به کارگردانی شهریار بحرانی نخستین تجربه سینمایی اوست. از نقش‌های مهم او می‌توان به نقش پادیامون در سریال یوسف پیامبر و همچنین در سریال مختارنامه در نقش عبدالله بن وائل اشاره نمود.

## درگذشت
رضا آقاربی، پنجشنبه ۱۷ مرداد ۱۳۸۷ به علت سکته قلبی در ۴۹ سالگی درگذشت.

## فیلم‌شناسی
- دایره سرخ
- فرمان آتش
- همسفر
- ماه عسل
- عروس حلبچه
- صخره همیشه‌سبز
- خانه‌ای مثل شهر
- حماسه دره شیلر
- پرچم‌دار  (۱۳۶۲)
- یوسف پیامبر
- مختارنامه

## دستیار کارگردان
- ماه عسل